# کوچینه
کوچینه (به لهستانی:  Kuciny) یک روستا در لهستان است که در گمینا دالیکوو واقع شده‌است.